# Рольф Рюггеберг
Рольф Рюггеберг (нім. Rolf Rüggeberg; 4 березня 1907, Барселона — 6 грудня 1979) — німецький офіцер-підводник, фрегаттен-капітан крігсмаріне.

## Біографія
В 1926 році вступив на флот. В січні-червні 1940 року — навчальний керівник Військово-морської академії Святого Фернандо в Кадісі. В червні-жовтні 1940 року — помічник військово-морського аташе в Мадриді. З листопада 1944 по березень 1941 року виконував обов'язки військово-морського аташе в Лісабоні.
В квітні-серпні 1941 року пройшов курс підводника. В серпні-листопаді проходив командирську практику на підводному човні U-107. З 10 січня 1942 по 14 травня 1943 року — командир U-513, на якому здійснив 3 походи (разом 159 днів у морі). З травня 1943 по травень 1945 року — командир 13-ї флотилії в Тронгеймі. На початку 1960-х років був військово-морським аташе в Лондоні.

## Звання
- Морський кадет (26 жовтня 1926)
- Фенріх-цур-зее (1 квітня 1928)
- Лейтенант-цур-зее (1 жовтня 1930)
- Оберлейтенант-цур-зее (1 квітня 1933)
- Капітан-лейтенант (1 квітня 1936)
- Корветтен-капітан (1 квітня 1941)
- Фрегаттен-капітан (1 листопада 1944)

## Нагороди
- Медаль «За вислугу років у Вермахті» 4-го і 3-го класу (12 років)
- Залізний хрест 2-го і 1-го класу
- Нагрудний знак підводника
- Фронтова планка підводника в бронзі